# De Facto
De Facto foi uma banda de dub reggae formada por Cedric Bixler-Zavala, Omar Rodríguez-López, Isaiah "Ikey" Owens e Jeremy Michael Ward em 1993, no El Paso, Texas.
A banda começou como pequenas “jam sessions” depois de shows do At the Drive-In. A banda original consistia em Omar, Cedric e Jeremy fazendo shows locais em torno de sua cidade natal, El Paso, Texas. Cedric diz: “É verdade que costumava ser chamado de Sphinktators, que foi o nome que veio antes de De Facto, apenas mais rock. “Omar era realmente o cantor da Sphinktators e lembra,” Nós usamos sons psicodélicos, Cedric tocava baixo, Jeremy tocava guitarra, e Ralph Jasso tocava bateria. “Depois de sua primeira gravação eles tiveram a ideia do nome “De Facto Cadre Dub” que veio depois de um brainstorm, que mais tarde foi encurtado para De Facto. Aquela gravação tornou-se How do you dub? Did You Fight For Your Dub, You Plug Dub In, que foi lançada pelo selo Headquarter Records, agora conhecido como Restart Records. Omar encontrou Ikey em um show de hip hop. Trocaram números e depois Ikey reuniu-se com eles durante um de seus shows e juntou-se ao De Facto como tecladista esporádico.
Após o primeiro álbum o line-up mudou. Cedric começou a tocar bateria como fazia antes numa de suas antigas bandas, a Foss. Omar tocou baixo e Jeremy, que era o gerenciador de som do Drive-In e primo do guitarrista Jim Ward, tocava os samples, cantava e fez o trabalho de guitarra esparsa. Depois de se mudar para a costa oeste, Ikey Owens entrou para a banda nos teclados.
Seu próximo álbum, Megaton Shotblast! Foi lançado com o selo Gold Standard Laboratories, e recebeu um sucesso instantâneo, provavelmente em parte devido à popularidade de At the Drive-In. Estilo geral do grupo foi dub instrumental, mas também se interessou em eletrônica, Latina e salsa e jazz. Estas novas ideias levou ao que se tornaria a sua próxima banda, The Mars Volta.
Hiatu e Renascimento
Quando At the Drive-In rompeu-se, Omar Rodriguez e Cedric Bixler-Zavala haviam gasto mais tempo com a turnê do De Facto. Em 2001, os membros da banda se uniram com a baixista Eva Gardner e o baterista Jon Theodore para formar o The Mars Volta. Nos anos seguintes, antes da morte de Jeremy Ward, o De Facto tocou inúmeros shows, alguns com John Frusciante como convidado especial na guitarra, mas não lançaram o material novo. Qualquer futuro reagrupamento de De Facto parecia altamente improvável devido à morte de Jeremy Ward, em Maio de 2003, apesar da banda ter entrado para o GSL Lab Results Vol. 1 Live. Um DVD ao vivo em 2007. No entanto, em uma entrevista de rádio conduzido por Radionica Colômbia em 28 de outubro de 2008, Cedric Bixler-Zavala revelou que após o retorno da turnê sul-americana doThe Mars Volta, eles iriam voltar para os Estados Unidos e gravar novo material para um futuro lançamento do De Facto. Na mesma entrevista, Bixler-Zavala também afirmou que ele iria voltar para a produção de percussão

## Integrantes
- Omar Rodríguez-López – contra-baixo
- Cedric Bixler-Zavala – bateria
- Isaiah "Ikey" Owens - teclado
- Jeremy Michael Ward – manipulação de som, vocais, melodica

## Discografia

### Álbuns
- ¡Megaton Shotblast! (2001)
- How Do You Dub? You Fight For Dub. You Plug Dub In. (2001)
- Légende du Scorpion à Quatre Queues (2001)

### EPs e Singles
- "456132015" (2001)